# Poelcappelle
Poelcappelle, en néerlandais Poelkapelle, est une section de la commune belge de Langemark-Poelkapelle située en Région flamande dans la province de Flandre-Occidentale. C'était une commune à part entière depuis sa scission de Langemark en 1904 jusqu`à la fusion des communes de 1977.

## Démographie

### Évolution démographique
- Sources : INS, Rem. : 1831 jusqu'en 1970 = recensements, 1976 = nombre d'habitants au 31 décembre[2].

## Première Guerre mondiale
Pendant la Première Guerre mondiale, Poelcappelle se situe sur le front dans la région d'Ypres. En mars 1915, les Allemands occupent le village, dont le clocher, qui, comme celui de Passchendaele, sert de poste d'observation ce qui déclenche les tirs des Français.

## Des curiosités

### Monuments

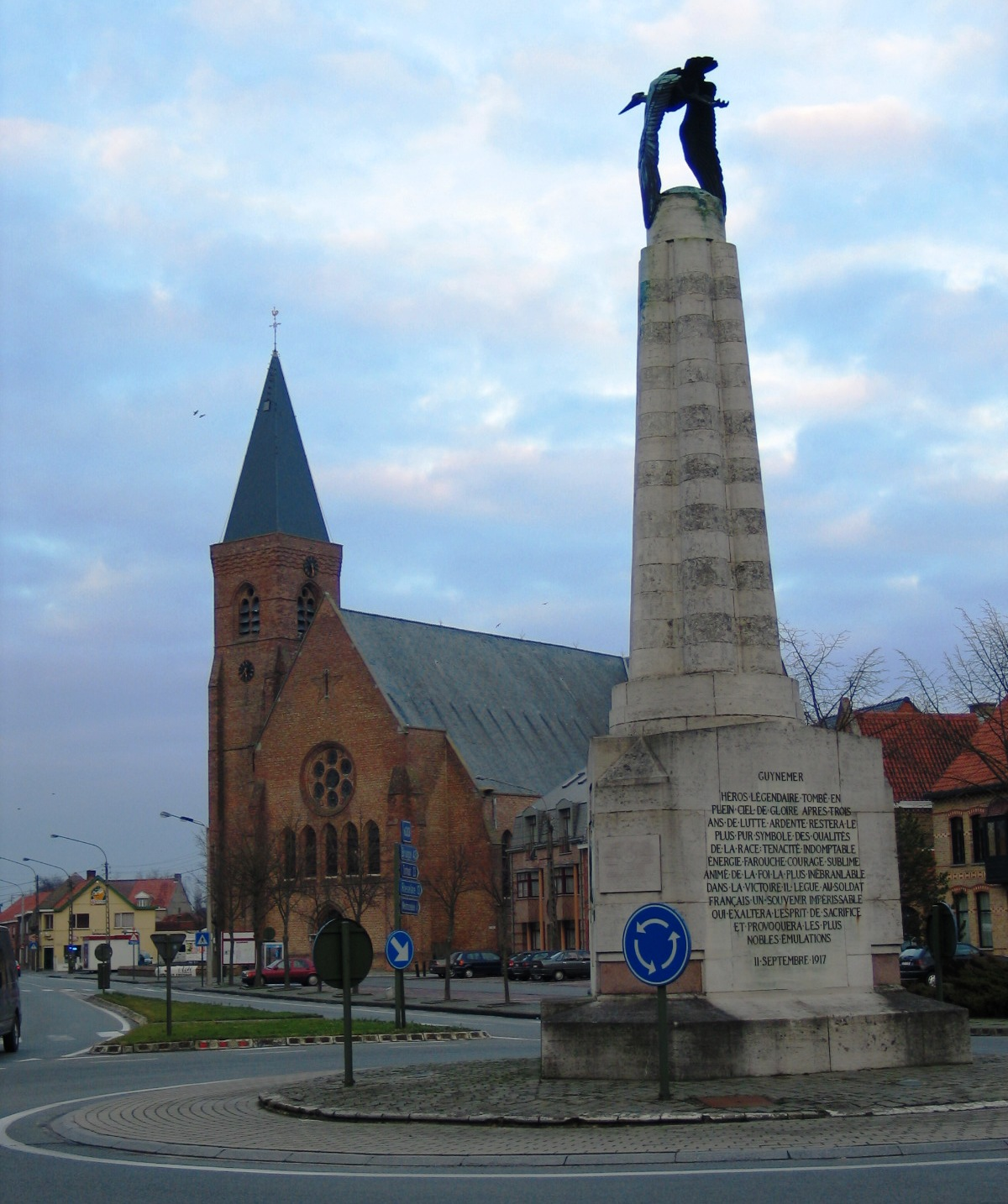
Monument de Georges Guynemer

Un des plus importants monuments de Poelcapelle est le monument à Georges Guynemer. Il était un pilote français pendant la Première Guerre mondiale. Le 11 septembre 1917, son avion avait été abattu par les Allemands. Ni son avion, ni son corps ne sont retrouvés, mais les Allemands ont confirmé qu’il avait été abattu par le lieutenant Kurt Wissemann. Guynemer avait totalisé 53 victoires et avait survécu sept fois après avoir été abattu.
La France voulait le glorifier par un grand monument surprenant. Le monument se trouve dans le centre de Poelcappelle et il sert de rond-point. Le sommet du monument est une cigogne en bronze parce que c’était le symbole du groupe escadrille des Cigognes dans lequel il volait. Chaque année, les Français honorent le moment par un escadron (c’est un type d'unité militaire).